# 西氏祕鱂
西氏祕鱂為輻鰭魚綱鯉齒目鯉齒亞目鯉齒鱂科的其中一種，被IUCN列為極危保育類動物，分布於亞洲約旦Azraq Oasis流域，體長可達5公分，棲息在水淺、植被生長、岩石底質或泥底質水域，以昆蟲幼蟲、甲殼類幼生為食，繁殖期在春季，可做為觀賞魚。

## 擴展閱讀
維基物種上的相關：西氏祕鱂